# Magdalena Modra
Magdalena Modra-Krupska (ur. 9 września 1980 w Poznaniu) – polska piosenkarka, aktorka, prezenterka telewizyjna i modelka.

## Życiorys
Studiowała aktorstwo w Warszawskiej Szkole Filmowej.
Od 2001 roku wystąpiła w kilku reality show: Gladiatorzy, Amazonki, Łysi i Blondynki, Bar w trzeciej edycji (2003) i czwartej edycji (2004), emitowanych na antenie telewizji Polsat. Wystąpiła w filmie pt. Legenda w reżyserii Mariusza Pujszo. Jako wokalistka zadebiutowała jesienią 2005 utworem „Ready to Fly”. Przez dwa lata pracy w Londynie, jako modelka, prezentowała modę m.in. Dolce & Gabbana, Gucci i Calvina Kleina.
Była prowadzącą programu DJ Party, emitowanego w 2005 na antenie telewizji Polsat 2. Brała udział w wielu sesjach zdjęciowych (m.in. trzykrotnie pozowała do polskiej edycji „CKM”: w listopadzie 2001, lutym 2004 i styczniu 2007 roku). W latach 2006–2007, razem z Ewą Saletą i Joanną Drozdowską, prowadziła program 100% Testosteron w Extreme Sports Channel. Od 2007 roku jest prezenterką stacji TVN Turbo. W 2008 wystąpiła gościnnie w teledysku Anthony Moon do piosenki „How Can I Love You”.

## Życie prywatne
Od 22 września 2007 roku jest zamężna z Markiem Krupskim. Ich córkami są: Mia (ur. 2006) i Lea (ur. 2014).

## Dyskografia
Albumy studyjne
- Ready to Fly (2005)

## Filmografia
- 2004: Czego się boją faceci, czyli seks w mniejszym mieście – kandydatka na asystentkę (odc.1 seria II)
- 2005: Legenda – Agata
- 2006: Polisz kicz projekt... kontratakuje! – opiekunka Jowita
- 2006: Francuski numer – kobieta w toalecie
- 2007: I kto tu rządzi? – modelka (odc.8)
- 2007: Hela w opałach – znajoma Leszka (odc.41)
- 2009: Synowie – Magdalena (odc.7)
- 2009: Piksele – prostytutka w komisariacie
- 2010: Fenomen – studentka
- 2011: Jak się pozbyć cellulitu – kobieta w lochach
- 2012: Prawo Agaty – żona Bogusławskiego (odc.11)
- 2013: Wszystko przed nami – pracownica Watersona (odc.40)
- 2015: Aż po sufit! – stylistka (odc.9)
- 2017: Na układy nie ma rady – Beata, asystenta Omylaka
- 2018: Oko za oko – ekspedientka w butiku
- 2018: Na Wspólnej – kierowniczka (odc. 2654, 2658, 2660, 2663)
- 2018: Ojciec Mateusz – sekretarka Milena Rumska (odc. 263)
- 2019   Rodzinny interes – Viola
- 2020: W rytmie serca – klientka butiku (odc. 73)

Źródło: Filmpolski.pl.